# Turn Out The Stars
Albums de Bill Evans
Letter To Evan (album) The complete last concert in Germany
Turn Out The Stars : Live At Ronnie Scott's est un album du pianiste de jazz Bill Evans enregistré en 1980 et édité en 1992.

## Historique
Les titres qui composent cet album ont été enregistrés en public au Club Ronnie Scott's (Londres, GB), le 2 août 1980.
Cet album fut publié pour la première fois en 1992 par le label français Dreyfus Jazz (191063-2).
On trouvera d’autres titres provenant du même engagement londonien sur le disque Letter to Evan (titres enregistré le 21 juillet).
Les « liner notes » sont de Francis Paudras.

## Titres de l’album
| No | Titre                 | Auteur                         | Durée |
| -- | --------------------- | ------------------------------ | ----- |
| 1. | I Do It For Your Love | Paul Simon                     | 5:31  |
| 2. | Turn Out The Stars    | Bill Evans                     | 7:06  |
| 3. | My Romance            | Richard Rogers, Lorenz Hart    | 7:51  |
| 4. | Laurie                | Bill Evans                     | 7:16  |
| 5. | The Two Lonely People | Bill Evans                     | 6:12  |
| 6. | Peau Douce            | Steve Swallow                  | 6:00  |
| 7. | But Beautiful         | Johnny Burke, Jimmy Van Heusen | 4:13  |

## Personnel
- Bill Evans : piano
- Marc Johnson  : contrebasse
- Joe LaBarbera : batterie

## Note
1. ↑  Date du copyright sur la réédition de 1996.